# H. F. Roques
H. F. Roques war ein französischer Cricket- und Fußballspieler.

## Erfolge
H. F. Roques nahm als Mitglied einer Mannschaft, die hauptsächlich aus Exil-Briten bestand und durch die Union des sociétés françaises de sports athlétiques (USFSA) ausgewählt wurde, an einem Cricketspiel im Rahmen der Weltausstellung 1900 in Paris teil.  Dort traf die Mannschaft auf die Devon & Somerset County Wanderers (D&SCW), die sich auf einer Club-Tour in Frankreich befanden. Die Mannschaft der Union des sociétés françaises de sports athlétiques wurde dabei als Frankreich bezeichnet, der Gegner als England. 1912 wurde die Partie nachträglich als Bestandteil der Olympischen Spiele 1900 klassifiziert. Roques selbst war dabei nur einer von drei Spielern, die tatsächlich aus Frankreich stammten. Mit 158 Runs setzte sich das englische Team durch, womit Roques’ Mannschaft, zu der außerdem noch William Anderson, William Attrill, John Braid, W. Browning, Robert Horne, Timothée Jordan, Arthur MacEvoy, Douglas Robinson, Alfred Schneidau, Henry Terry und Philip Tomalin gehörten, die Silbermedaille erhielt. Roques kam in beiden Innings zum Einsatz und erzielte drei Wickets. 1910 war er Teil der französischen Mannschaft, die ein Turnier in Brüssel gegen Belgien, die Niederlande und den Marylebone Cricket Club bestritt.
Neben Cricket spielte Roques auch Fußball, unter anderem für die beiden führenden Pariser Clubs White Rovers und Standard AC. 1895 gehörte er zur Mannschaft von Standard AC, die Landesmeister des Championnat de France der USFSA wurde.